# Livinhac-le-Haut
Livinhac-le-Haut è un comune francese di 1 102 abitanti situato nel dipartimento dell'Aveyron nella regione dell'Occitania.

## Società

### Evoluzione demografica
Abitanti censiti